# Tamsa
Tamsa (în arabă تامسة) este o comună din provincia M'Sila, Algeria.
Populația comunei este de 7.431 de locuitori (2008).